# ترافيس ريختر
ترافيس ريختر (بالإنجليزية: Travis Richter)‏ هو عازف قيثارة ومغني أمريكي، ولد في 3 نوفمبر 1981.

## وصلات خارجية
- الموقع الرسمي
- ترافيس ريختر على موقع ميوزك برينز (الإنجليزية)
- ترافيس ريختر على موقع ديسكوغز (الإنجليزية)